# أليكساندرو رادو
أليكساندرو رادو (بالرومانية: Alexandru Radu)‏ هو لاعب كرة قدم روماني في مركز الدفاع، ولد في 9 مايو 1997 في بلويشت في رومانيا. لعب مع نادي بترولول بلويشتي.